# فرودگاه استادتلوهن-وردن
فرودگاه استادتلوهن-وردن (به انگلیسی: Stadtlohn-Vreden Airport) (به زبان بومی: Flugplatz Stadtlohn-Vreden) یک فرودگاه همگانی است که یک باند فرود آسفالت دارد و طول باند آن ۱۲۰۰ متر است. این فرودگاه در شهر اشتات‌لون کشور آلمان قرار دارد و در ارتفاع ۴۸ متری از سطح دریا واقع شده است.